# ヨハネス・ルーズベルト
ヨハネス・ルーズベルト（Johannes Roosevelt、1689年2月27日受洗 – 1750年）は、ニューヨークの実業家、市会議員。ルーズベルト家当主。ジョン・ルーズベルト（John Roosevelt）とも。アマニ油製造者であった。
 (Esopus) で1689年2月27日に洗礼を受けた。父はニコラス・ルーズベルト。1690年までにニューヨークに引っ越し、ニューヨークのオランダ改革派教会で1708年9月25日にHeyltje Sjoerts (Shourd)と結婚した。11人の子供がいた。
- Margreta (bap. 1709)
- ヨハネス(bap. 1710、西インド諸島で死亡)
- Johannes (bap. 1712)
- Heyltje (bap. 1714)
- Olphert (bap. 1716)
- Jacobus (bap. 1718、夭逝)
- マリア(bap. 1720)
- Jannetje. 1723、1724年死亡)
- ヤコブス(bap. 1724)
- Aeltje (bap. 1726, died 1727)
- コーネリアス(bap. 1731)。

1730年に自由市民となった。1717年から1727年までの補助、1730年から1733年には市会議員を務めた。
奴隷のクワックは1741年のニューヨーク陰謀では被告人の共謀者の一人とされ、フォート・アムステルダムに放火の廉で、有罪判決を受け、火あぶりの刑に処せされた。(See LePore, pp. 59–60, 96–99, & 102–03.)
ルーズベルト家のオイスター・ベイ分家の初代で、この家系から大統領セオドア・ルーズベルトなどが出た。